# Historische Holzbrücke Wünschendorf
Die historische Holzbrücke in Wünschendorf/Elster, unweit der Stadt Gera in Thüringen, gehört zu den letzten erhaltenen überdachten Holzbrücken in Deutschland. Sie steht unter Denkmalschutz.
Bereits im 13. Jahrhundert wurde die Brücke errichtet und seither mehrfach zerstört. 1786 entstand die heutige Brücke.

## Konstruktion

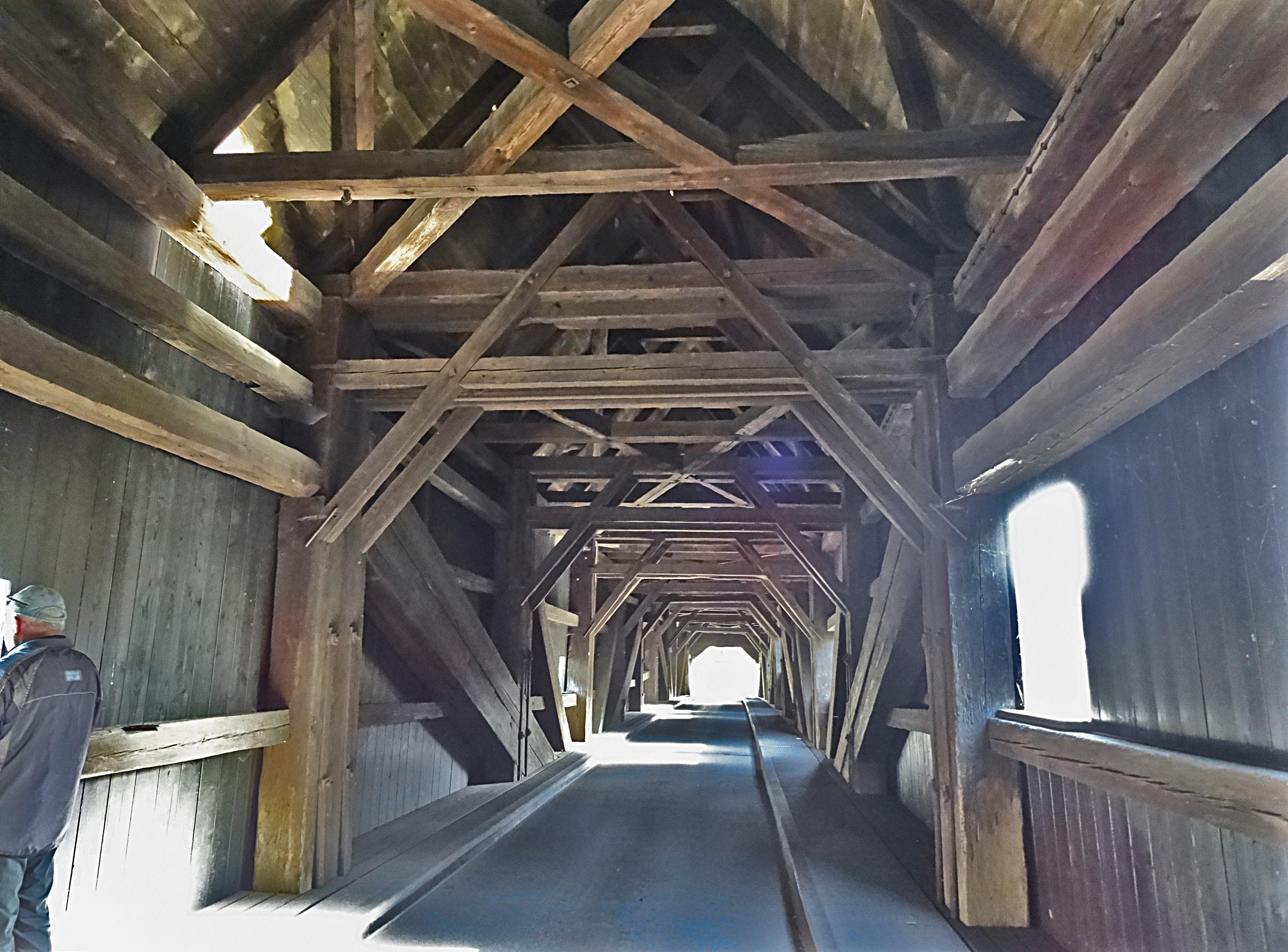
Tragwerk

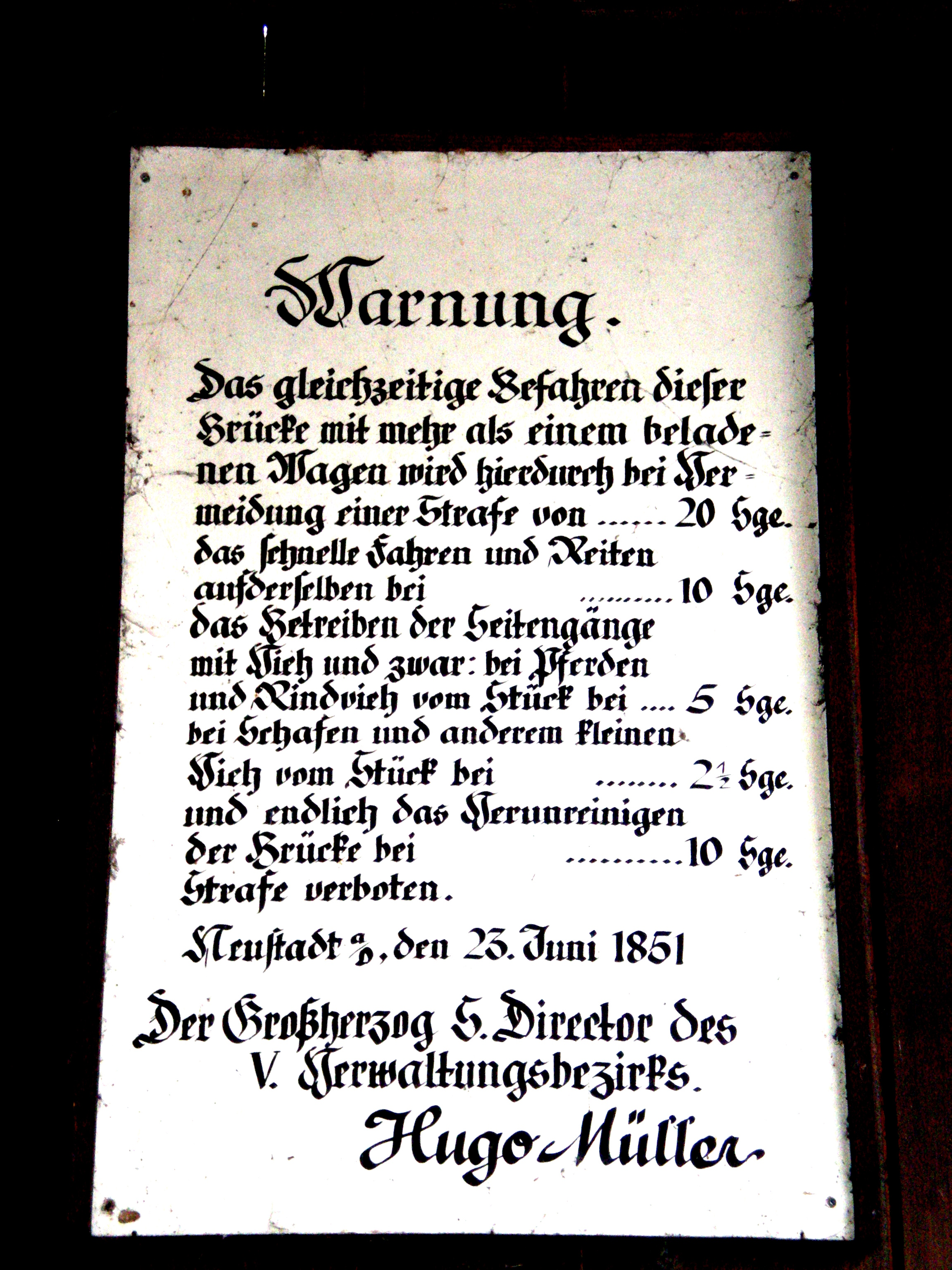
Historisches Schild

Die Brücke ist 71 Meter lang und 4,30 Meter breit. Von den gemauerten Fundamenten abgesehen, ist die gesamte Brücke aus Holz gebaut und mit Schindeln eingedeckt. Sie ruht auf 40 bis 50 cm dicken Holzbalken, die im Weidaer Staatsforst geschlagen wurden.
Sie gehört architektonisch zu den gedeckten Holzbrücken. Die Bauart ist ähnlich derjenigen der Holzbrücke Hohenfichte, die aus dem Jahre 1832 stammt.

## Geschichte
Die Ländereien um die Holzbrücke wurde im Mittelalter von der Reussischen Adelsfamilie mit Stammschlössern in Gera und Weida beherrscht, die in Wünschendorf ein großes Landgut und das Kloster Mildenfurth unterhielten. Am Veitsberg querte wohl schon seit dem 11. oder 12. Jahrhundert eine Brücke die rund 40 Meter breite Weiße Elster. Beim Hochwasser vom 27. Februar 1784 wurde diese, sicher mehrfach umgebaute, Brücke durch flussabwärts strömende Eismassen und Schmelzwasser zerstört. An gleicher Stelle errichtete man dann in den nachfolgenden Jahren das heutige Bauwerk. Für die damalige Zeit eine Meisterleistung der Planer und Zimmerleute, die im Auftrag der sächsischen Staatsregierung und unter Hinzunahme von Frondiensten umliegender Bauern und Gutspächtern gelang.
Mehrfach wurde die Brücke durch Eismassen und Hochwasser beschädigt. Im Februar 1830 brach der Boden der Brücke ein, nachdem das Eis Teile des Tragwerks eingedrückt hatte.
1998 wurde die Brücke vollständig saniert. Sie ist heute noch, wenn auch mit starken Einschränkungen, für den Verkehr freigegeben: Höhenbeschränkung: 2,10 m, Gewichtsbeschränkung: 2.000 kg und Höchstgeschwindigkeit: 10 km/h.

## Auszeichnungen
- Die Historische Holzbrücke Wünschendorf steht unter Denkmalschutz.
- 2007 wurde sie von den Zuschauern des MDR, vor der Göltzschtalbrücke und der Krämerbrücke in Erfurt, zu der schönsten Brücke Mitteldeutschlands gewählt.[1]

## Verkehrssituation
Die Historische Holzbrücke ist ein klassisches Nadelöhr, das nur einspurig befahren werden kann. Da es keine Ampeln gibt, bedarf es der gegenseitigen Verständigung. Erschwerend kommt hinzu, dass beide Einfahrten in Kurvenbereichen liegen und die Brücke nur schlecht einsehbar ist. Für Fußgänger steht seit dem Umbau ein Fußweg innerhalb der Brücke zur Verfügung.
Zur Entlastung der alten Holzbrücke war eine weiträumige Ortsumgehung Wünschendorfs geplant. Ein erstes diesbezügliches Planfeststellungsverfahren scheiterte jedoch im Frühjahr 2008. Auch der Bau einer Brücke zur Entlastung der historischen Holzbrücke parallel zu dieser scheiterte am fehlenden Willen und dem nötigen Geld und wird wohl für immer zu den Akten gelegt worden sein.
Seit Juli 2013 wurde die Brücke umgebaut und wurde im September 2014 für den Verkehr wieder frei gegeben. Sie besitzt jetzt einen Unterbau aus Stahl und Beton. Die Befahrbarkeit wurde mit Einschränkungen für Fahrzeuge bis 7,5 t weiter erhalten, da die Durchfahrtshöhe auf nur 2,10 m begrenzt ist.